# Буча
Буча (укр. Буча) је градић у Украјини, у Кијевској области. Према процени из 2012. у граду је живело 27.909 становника.

## Становништво
Према процени, у граду је 2012. живело 27.909 становника.
| 1979.  | 1989.  | 2001.  | 2012.  |
| ------ | ------ | ------ | ------ |
| 23.528 | 26.115 | 28.533 | 27.909 |

## Градови побратими
- Ковељ
- Тушин
- Јасло